# Nomenclàtor
|  | Per a altres significats, vegeu «Nomenclàtor (desambiguació)». |

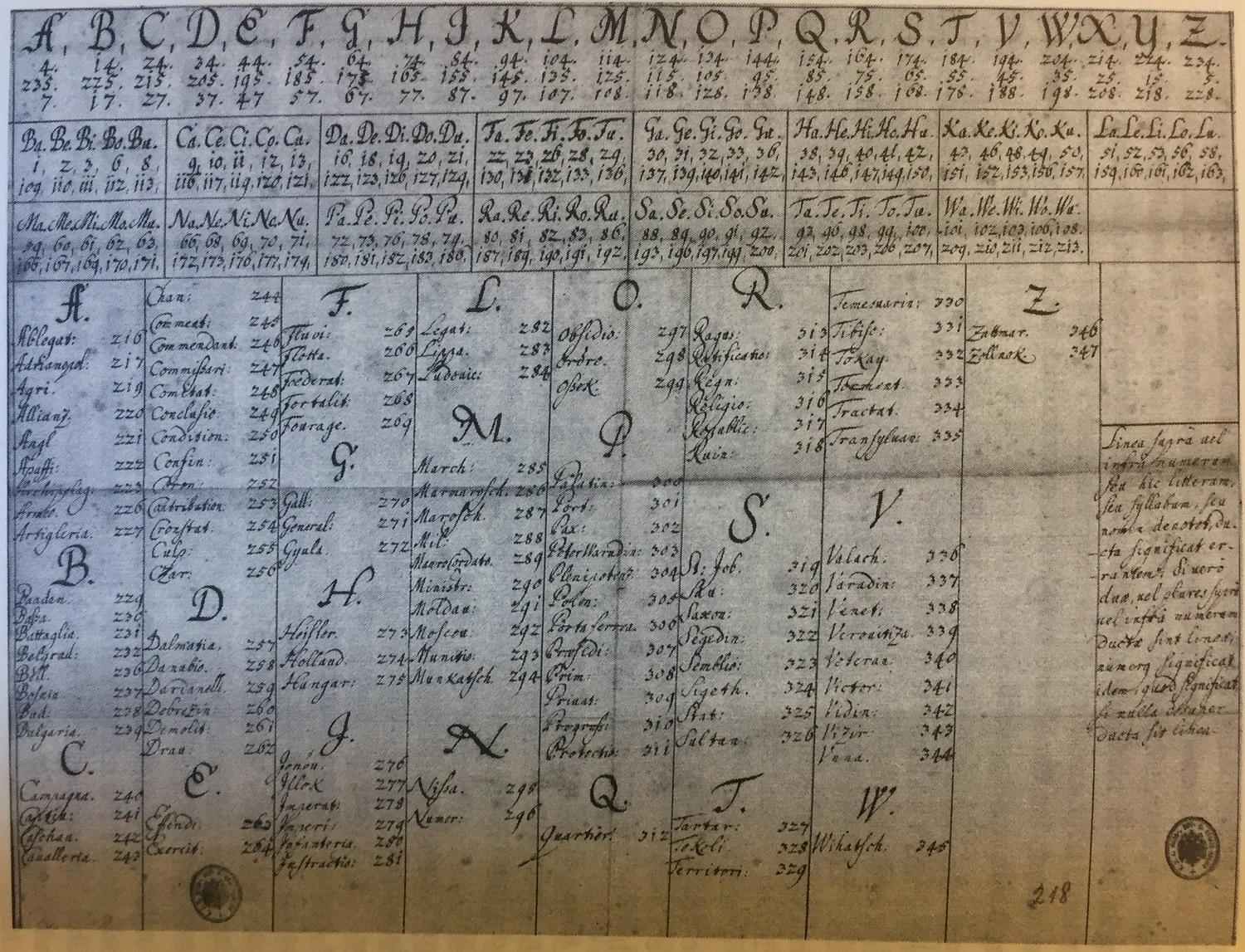
Nomenclàtor. França segle XVII

Un nomenclàtor és una llista o catàleg ordenat dels noms dels pobles d'un territori, dels socis d'una societat, de la terminologia d'una ciència determinada, etc. Dos exemples clàssics de nomenclàtor serien: la llista de les comarques dels Països Catalans, amb indicació dels municipis que les componen (nomenclàtor de comarques i municipis); i la llista dels topònims viaris d'un municipi (nomenclàtor viari), com és el cas del nomenclàtor viari de la ciutat d'Olot.
A banda del valor del mot en la llengua general (que s'il·lustra en les remissions al peu de l'article), oficialment la legislació espanyola vigent restringeix el terme nomenclàtor a la relació de totes les unitats poblacionals inferiors al municipi (nuclis de població, llogarets, parròquies, caserius, viles, barris, etc.). Aquesta llista detallada conté les entitats de població, nuclis i disseminats de cadascun dels municipis, i permet conèixer en quina forma s'hi assenta la població. A més, conté, per a cadascuna d'aquestes unitats, la població i dades de caràcter geogràfic.
El nom prové del esclau homònim romà.

## Origen i història
L'origen i història del nomenclàtor està estretament vinculat a la història dels censos moderns a Espanya. S'entén per censos moderns els que apareixen a partir de la segona meitat del segle xix amb una regularitat acceptable que no es consolida definitivament fins a l'any 1900. J. Arango (1980), en canvi, parla de censos contemporanis. Contemporanis o moderns el que interessa a aquest treball és la història censal que neix amb el Cens de 1857, i el corresponent nomenclàtor, publicats ambdós l'any 1858.
Hi ha diversos factors que expliquen per què no van aparèixer abans.Especialment rellevants són els factors institucionals per explicar l'endarreriment de l'estadística espanyola en la realització d'un primer Cens a imatge i semblança del que feien els països més avançats d'Europa. Durant la primera meitat del segle xix, les competències d'estadística estaven escampades entre diferents nivells de l'Administració i diferents ministeris. Els problemes de pressupost, la falta de personal especialitzat i les successives crisis polítiques van frustrar els diversos intents per agrupar les tasques estadístiques i així millorar el coneixement quantitatiu de la realitat espanyola (Muro et alii, 1996). Finalment, l'any 1856 es constituí la Comisión de Estadística General del Reino, que tingué encomanada, com una de les principals prioritats, la preparació del Cens de la Població i el Nomenclàtor d'Espanya.
El 14 de març de 1857 s'aprova per Reial Decret la formació del Cens, dels treballs preliminars del qual neix el primer nomenclàtor. El 30 de setembre de 1858, un segon decret encarrega la formació d'un nou Cens per l'any 1860 amb dos objectius clars: corregir les deficiències del recompte anterior i aplicar les recomanacions dels Congressos Internacionals d'Estadística segons les quals els recomptes havien de realitzar-se periòdicament en els anys acabats en zero i, a poder ser, en cinc (Muro et alii, 1996). Segons el mateix decret, conjuntament amb el Cens s'havia de publicar el Nomenclàtor. El de 1860 és un Nomenclàtor sense antecedents ni precedents en la història estadística espanyola. Una obra magna que basa tota la seva grandesa en una definició d'entitat extremadament generosa: qualsevol edifici aïllat constitueix entitat. L'any 1873 se'n publica una versió abreujada.